# José Manuel Pérez
José Manuel Pérez   (el Pinós, 5 de novembre de 1963 - Alacant, 10 de gener de 2005), conegut com a El Carni, fou un pilot de motociclisme valencià que competí com a amateur en les edicions dels anys 2002 a 2005 del Ral·li Dakar. El 6 de gener del 2005 patí una forta caiguda durant la setena etapa de l'edició del Dakar d'aquell any, entre Zouérat i Tichit (Mauritània). Fou traslladat a la clínica de Dakar (Senegal) i més tard a l'Hospital d'Alacant, on es morí al cap de poc a causa de les seves greus ferides.
Pérez, natural d'El Pinós i resident a Elx, era director d'una empresa química i un apassionat del motociclisme fora d'asfalt.